# Багратиони, Георгий
Георгий Давидович Багратион (груз. გიორგი ბაგრატიონი; род. 27 сентября 2011, Мадрид) — князь Мухранский, наследник старшей линии Дома Багратиони.

## Биография
Родился 27 сентября 2011 года в городе Мадриде, в Испании.
Является единственным сыном от союза представителей двух ветвей Грузинского Царского Дома: главы картлийской (мухранской линии) династии князя Давида XII Георгиевича Багратион-Мухранского (Багратион-Мухранские) и светлейшей княгини и царевны Анны Нугзаровны Грузинской (Грузинские), обвенчавшихся в феврале 2009 года в тбилисском кафедральном соборе Святой Троицы.
3 ноября 2013 года в древнем кафедральном патриаршем храме Светицховели в Мцхете крещение младенца совершил католикос-патриарх Грузии Илия II в сослужении с несколькими членами Святейшего синода Грузинской православной церкви. Восприемниками стали его дяди — князь Ираклий Георгиевич и князь Гурам Георгиевич Багратион-Мухранские, а также Михаил Ахвледиани и известный грузинский бизнесмен Леван Васадзе, посвященный в рыцари главой дома Багратиони светлейшим князем Нугзаром Багратион-Грузинским
На таинстве крещения присутствовали министр обороны Грузии Ираклий Аласания, министр финансов Нодар Хадури, дедушка окрещаемого светлейший князь Нугзар Петрович Грузинский, делегации Собрания грузинского дворянства во главе с княгиней Ией Багратион-Мухранской, а также многочисленные гости из России, Сербии, Испании, Португалии, Италии, США, Румынии и Грузии.
После развода в 2013 году его родителей, он живёт с матерью в квартире в Тбилиси. Отец продолжает активно участвовать в его воспитании.
Он начал говорить на грузинском, русском и испанском языках.
Занимается хридоли.

## Крещение
Крещение Георгия состоялось 3 ноября 2013 года Патриархом Илией II, Предстоятелем Грузинской Православной Церкви, в соборе Светицховели в Мцхете.
Его крестными отцами являются сам патриарх, его дяди Ираклий и Уго, бизнесмен Леван Васадзе, который, как говорят, тесно связан с экс-премьер-министром Бидзиной Иванишвили и бывшим президентом Георгием Маргвелашвили, и Михаил Ахвледиани, почетный консул Испании.
Министры правительства Ираклий Аласанияи Нодар Хадури также присутствовали на церемонии, а также гости из России, Сербии, Испании, Португалии, Италии, США, Австрии и Румынии.

Патриарх Грузии Илия II заявил: 
Сегодня счастливый день, сегодня исторический день. Князя Георгия крестили в этом святом храме, где находятся его предки. Такого царского крещения не было с 1801 года и слава Господу, Господь дал власть своему народу для этого.
Светлейший князь и царевич Нугзар Багратион-Грузинский после крещения внука сказал: 
Батонишвили Георгий является прямым потомком последнего царя объединенной Грузии Георгия VIII и последнего царя Картли-Кахети Георгия XII по материнской линии, и мы очень надеемся, что царское достоинство он получит от матери в будущем. 
Крестный отец Георгия Леван Васадзе сделал заявление после его крещения: 
Поздравляю всех, сегодня исторический день. Наши сердца полны радости, наш народ, наша страна празднует восстановление своей государственности, восстановление автокефалии нашей церкви и теперь у нас есть прочный фундамент для восстановления конституционной монархии. Для меня большая честь быть крестным отцом Батонишвили Георгия.

## Награды
- Большой воротник ордена Орла Грузии и бесшовная туника Господа нашего Иисуса Христа (при рождении)
- Большой крест Царского ордена Короны Грузинского царства (27 сентября 2013 г.)
- Почетный инспектор испанской полиции